# أندرو فايرستون
أندرو فايرستون (بالإنجليزية: Andrew Firestone)‏ هو شخصية أعمال أمريكي، ولد في 10 يوليو 1975 في سانتا باربارا في الولايات المتحدة.

## وصلات خارجية
- أندرو فايرستون على موقع IMDb (الإنجليزية)
- أندرو فايرستون على موقع إن إن دي بي (الإنجليزية)
- أندرو فايرستون على موقع قاعدة بيانات الفيلم (الإنجليزية)